# Derby de l'Est-Anglie
La rivalité entre Ipswich Town et Norwich City, couramment appelée l'East Anglian derby en français : « derby de l'Est-Anglie », se réfère à l'antagonisme entre deux des principaux clubs de football des comtés du Suffolk et du Norfolk. La rivalité est également appelée Old Farm derby (derby de la vieille ferme), en référence au Old Firm joué entre le Celtic Glasgow et les Glasgow Rangers. Selon un sondage auprès des supporters et une étude statistique de 2008, cette rivalité est placée au deuxième rang des rivalités dans le football anglais.
Au-delà du football, la rivalité se joue sur le statut des cités ; si Norwich possède ce statut, Ipswich ne le possède pas et cela amène de nombreuses discussions dans la région.
Bien que Norwich City évolue en Premier League et Ipswich Town en Championship, c'est ce dernier qui possède le meilleur bilan dans les derbies et un meilleur palmarès. Ipswich a notamment remporté une Coupe UEFA, un championnat et une coupe d'Angleterre.
À partir de la saison 2014/2015, les deux clubs évoluent en championship.

## Navigation